# Gianfranco Sibello
Gianfranco Sibello (Alassio, 4 de octubre de 1975) es un deportista italiano que compitió en vela en la clase 49er. Su hermano Pietro también compitió en vela.
Ganó tres medallas de bronce en el Campeonato Mundial de 49er entre los años 2005 y 2010, y dos medallas en el Campeonato Europeo de 49er, oro en 2009 y bronce en 2007.
Participó en dos Juegos Olímpicos de Verano, en los años 2004 y 2012, ocupando el cuarto lugar en Pekín 2008 y el noveno en Londres 2012.

## Palmarés internacional
| \| Campeonato Mundial \| Campeonato Mundial \| Campeonato Mundial \| Campeonato Mundial \| \| Año \| Lugar \| Medalla \| Clase \| \| ------------------ \| ----------------------- \| ------------------ \| ------------------ \| \| 2005 \| Moscú (Rusia) \| Medalla de bronce \| 49er \| \| 2009 \| Riva del Garda (Italia) \| Medalla de bronce \| 49er \| \| 2010 \| Freeport (Bahamas) \| Medalla de bronce \| 49er \| \| Campeonato Europeo \| \| \| \| \| Año \| Lugar \| Medalla \| Clase \| \| 2007 \| Marsala (Italia) \| Medalla de bronce \| 49er \| \| 2009 \| Zadar (Croacia) \| Medalla de oro \| 49er \| |                         |                   |       |
| Campeonato Mundial |                         |                   |       |
| Año | Lugar                   | Medalla           | Clase |
| 2005 | Moscú (Rusia)           | Medalla de bronce | 49er  |
| 2009 | Riva del Garda (Italia) | Medalla de bronce | 49er  |
| 2010 | Freeport (Bahamas)      | Medalla de bronce | 49er  |
| Campeonato Europeo |                         |                   |       |
| Año | Lugar                   | Medalla           | Clase |
| 2007 | Marsala (Italia)        | Medalla de bronce | 49er  |
| 2009 | Zadar (Croacia)         | Medalla de oro    | 49er  |